# Parafia Matki Boskiej Królowej Korony Polskiej w Jastrzębsku Starym
Parafia pw. Matki Boskiej Królowej Korony Polskiej w Jastrzębsku Starym – parafia rzymskokatolicka, znajdująca się w archidiecezji poznańskiej, w dekanacie lwóweckim.